# Headbang
Cet article possède un paronyme, voir Headbanger.

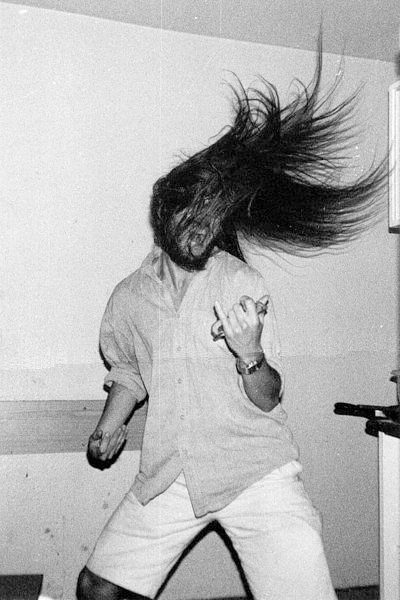
Headbang.

Le headbang, ou headbanging, est un type de danse impliquant de violents mouvements de la tête en cadence avec la musique, le plus souvent du heavy metal par les metalleux, même si des danses similaires ont été pratiquées depuis longtemps sur d’autres types de musique (induisant un état de transe[réf. nécessaire]). Les pratiquants sont unanimes : l'intensité de l'exercice est décuplée lorsqu'un individu a les cheveux longs.

## Origines
Les origines exactes ne sont pas connues. Certains prétendent que le terme « headbanger » est inventé pendant la première tournée américaine de Led Zeppelin en 1968. Il proviendrait notamment du comportement des spectateurs fan du MC5 lors des concerts de Led Zeppelin à Detroit. Tandis que d'autres affirment que le headbanging est né parmi les fans du groupe AC/DC.
Lemmy de Motörhead disait lors d’une interview pour le documentaire The Decline of Western Civilization II: The Metal Years, que le terme « headbanger » aurait une origine dans le nom de son groupe, comme Motorheadbanger, même si cela est probablement faux. Ian Gillan, chanteur de Deep Purple, quand on lui demanda s'il avait inventé le headbanging il répondit que « c'est tout à fait possible. »
Sur l'album Leave Home des Ramones, sorti en 1977, figure le titre Suzy is a Headbanger.

## Styles
Il existe de nombreux genres de headbanging. De nombreux genres sont souvent mélangés, selon les goûts, le tempo et l’agressivité de la musique. Ils peuvent aussi être pratiqués les yeux fermés et/ou accompagnés de gestes tels que les cornes du diable, en chantant et en hurlant. Le headbang peut être effectué seulement avec la tête et le cou, ou en accompagnant le mouvement avec tout le haut du corps, réduisant ainsi la tension subie par le cou. Il y a maintes positions qu’un adepte du headbang peut adopter, comme la station debout. Le headbanging peut aussi se pratiquer assis, pendant le crowd surfing, ou dans beaucoup d'autres positions[réf. nécessaire].

## Conséquences sur la santé
Vers le milieu des années 1980, Cliff Burton, second bassiste de Metallica, se plaint fréquemment de douleurs au cou associées à sa pratique quasiment constante du headbanging en concert mais aussi durant les répétitions. En 2002, Jason Newsted annonce que son départ de Metallica fut en partie dû à une blessure au cou. En 2005, Terry Balsamo, le guitariste d'Evanescence, souffre d'un accident vasculaire cérébral que les médecins supposent être causé par un headbanging fréquent. En 2007, la chanteuse irlandaise et ancienne chanteuse de Moloko, Roisin Murphy, se blesse à l'œil lors d'une performance de sa chanson Primitive alors qu'elle effectue un headbang au-dessus d'une chaise sur scène. En 2009, le bassiste et chanteur de Slayer, Tom Araya, souffre de problèmes aux lombaires à cause de sa forme agressive de headbanging,.
En 2011, le guitariste de Megadeth, Dave Mustaine, explique avoir eu des problèmes au cou et au dos après des années de headbanging.
Il existe de nombreux cas médicaux rapportés par un headbang excessif associés aux anévrismes et hématomes cérébraux, notamment. En particulier, des cas médicaux à l'artère basilaire,, l'artère carotide et l'artère vertébrale ont été rapportés. Certains cas causés par le headbanging sont associés à l'hématome sous-dural, et peut s'avérer parfois fatal. Le coup du lapin ou de violents mouvements de la tête peuvent causer des dommages cérébraux, et certaines formes de headbang peuvent être bien plus violentes. Cependant, le mal le plus commun causé par le headbanging est une douleur aux vertèbres cervicales. Toutefois dans de rares cas il est arrivé des traumatismes crâniens,.